# Angara (familie de rachete)

The Angara family of carrier rockets

Familia de rachete Angara este o familie de rachete purtătoare planificată să devină principalul sistem lansator al flotei spațiale a Rusiei.